# حديقة المحكمة (نابلس)
حديقة المحكمة تم إنشاؤها في موقع محكمة الصلح القديمة في مدينة نابلس. وخصص الجزء الغربي منها لإنشاء نافورة مياه ضخمة والجزء الأوسط لزراعة النخيل الطبيعي مع الرسومات الزخرفية ونباتات الزينة لتشكل معاً لوحة جمالية ومظهر حضاري، وقد تم تمويلها من قبل مدينة ستافنجر النرويجية والمتوأمة مع مدينة نابلس بتكلفة إجمالية قدرها 10.000 يورو وساهمت البلدية بتوفير قطعة الأرض والآليات بينما تم توفير العمال من خلال برامج خلق فرص العمل.